# Йоель Ліон
Йоель Ліон (англ. Joel Lion івр. יואל ליאון) (1964, Франція) — ізраїльський дипломат. Надзвичайний і Повноважний Посол Ізраїлю в Києві (Україна) (2018—2021).

## Життєпис
Народився у 1964 році у Франції, виріс у Еш-сюр-Альзетті в Люксембурзі. У 1988 році отримав диплом бакалавра політології Єврейського університету. У 1998 році отримав диплом магістра з історії Латвійського університету. Доктор філософії в університеті Бар-Ілана. У 1995 році він закінчив Міжнародний тренінг з політики безпеки Федерального військового департаменту Швейцарії у Женеві. Він вільно володіє івритом, англійською, французькою, німецькою, люксембурзькою, їдишем та російською мовою.
Проходив військову службу в ізраїльських силах оборони і отримав звання сержанта-майора в артилерійському корпусі.
Йоель Ліон працював у Єрусалимі в Міністерстві у справах релігій Ізраїлю.
З 1993 року на дипломатичній роботі, працював радником, начальником відділу зв'язків з громадськістю при посольстві Ізраїлю в Берліні. Він також обіймав посаду заступника глави місії з питань Латвії, Естонії та Литви в посольстві Ізраїлю в Ризі та був уповноваженим у справах зі Словаччиною в посольстві Ізраїлю у Відні.
У 1999 році — став першим ізраїльським офіційним представником, який брав участь у місії моніторингу виборів з Організацією з безпеки та співробітництва в Європі. На початку другої інтифади у 2001 році працював як офіційний представник у спеціальній команді МЗС у Вифлеємі. Під час операції «Литий свинець» він працював директором, відповідальним за прес-центр МЗС в Сдероті.
До 2009 року працював заступником директора департаменту західноєвропейських країн при Міністерстві закордонних справ у Єрусалимі, і був відповідальним за політичні відносини з Німеччиною.
З серпня 2009 року був офіційним представником та консулом з питань ЗМІ при Генеральному консульстві Ізраїлю в Нью-Йорку, де був відповідальним за безпосередній контакт з національними та місцевими ЗМІ Америки в трьох державних регіонах.
З серпня 2011 року по серпень 2014 року — працював Генеральним консулом Держави Ізраїль у Монреалі з юрисдикцією в провінції Квебек і Атлантична Канада, а також Постійним представником своєї країни в ІКАО Міжнародної організації цивільної авіації.
З жовтня 2014 року по вересень 2016 року — був директором відділу громадських та академічних справ відділу засобів масової інформації та зв'язків з громадськістю ізраїльського міністерства закордонних справ у Єрусалимі.
З вересня 2016 року по жовтень 2017 року — виконував функції Спеціального посланника з питань Голокосту та повернення єврейських активів з епохи Голокосту. На цій посаді він працював, щоб координувати роботу між WJRO та Державою Ізраїль.
З серпня 2018 року — Надзвичайний і Повноважний Посол Ізраїлю в Києві (Україна).
23 жовтня 2018 року — вручив вірчі грамоти Президенту України Петрові Порошенку.